# Anochetus longifossatus
Anochetus longifossatus é uma espécie de formiga do gênero Anochetus, pertencente à subfamília Ponerinae.